# Anthy
Anthy — метод ввода японского языка, распространяемый на условиях GNU LGPL. Позволяет производить преобразования типа Кана-Кандзи. Основной целью создания Anthy являлось желание совместить лёгкость Canna и продуманность FreeWnn, одновременно избавившись от крайне небезопасной клиент-серверной модели. На данный момент поддержка Anthy реализована в UIM, SCIM, Tamago, iBus, Emacs.
Для преобразований используется дискриминирующая языковая модель с псевдо-негативными примерами и причинно-основанная память на основе алгоритма Витерби. На компьютере с 32-разрядным процессором частотой 200 МГц, процесс занимает примерно 0,1 секунду, причём пиковое потребление кучи не превышает 200 кб.
Исходный код Anthy написан с соблюдением стандартов POSIX, благодаря чему данный метод ввода очень распространён в Unix-подобных системах. Существуют версии, перенесённые в Zeta и Microsoft Windows.

## История
Начат 19 мая 2000 года компьютерным клубом университета города Киото, под крылом проекта Heke. Немного погодя, 13 марта, был объявлен IPA творческим проектом года. В 2002 году Yusuke создал ветвь для поддержки отличных от японского языков — UIM, а также перенёс проект на SoureForge.JP.
Своё название Anthy перенял у одной из героинь анимационного сериала «Юная революционерка Утэна».